# Juglandaceae
Juglandaceae este o familie de arbori din ordinul Fagales. Subfamilii: Engelhardioideae, Juglandoideae. Numeroși membrii ai acestei familii sunt nativi din America de Nord, Eurasia sau din Asia de Sud-Est.

## Specii din România
În flora României vegetează 3 specii ce aparțin la un singur gen (Juglans)
- Juglans cinerea – Nuc cenușiu
- Juglans nigra – Nuc negru, Nuc american
- Juglans regia – Nuc